# Карбунешти (Прахова)
Карбунешти (рум. Cărbuneşti) насеље је у Румунији у округу Прахова у општини Карбунешти. Oпштина се налази на надморској висини од 337 m.

## Становништво
Према подацима из 2002. године у насељу је живело 1920 становника, од којих су сви румунске националности.

### Хронологија
| Година       | 1992 | 1993 | 1994 | 1995 | 1996 | 1997 | 1998 | 1999 | 2000 | 2001 | 2002 | 2003 | 2004 | 2005 | 2006 | 2007 | 2008 | 2009 | 2010 | 2011 | 2012 | 2013 | 2014 | 2015 | 2016 | 2017 |
| ------------ | ---- | ---- | ---- | ---- | ---- | ---- | ---- | ---- | ---- | ---- | ---- | ---- | ---- | ---- | ---- | ---- | ---- | ---- | ---- | ---- | ---- | ---- | ---- | ---- | ---- | ---- |
| Становништво | 2095 | 2078 | 2065 | 2051 | 2023 | 1995 | 1978 | 1965 | 1928 | 1940 | 1934 | 1936 | 1899 | 1900 | 1873 | 1859 | 1855 | 1838 | 1825 | 1794 | 1780 | 1765 | 1748 | 1737 | 1744 | 1710 |